# Panaxia medionigra
Panaxia medionigra là một loài bướm đêm thuộc phân họ Arctiinae, họ Erebidae.